# Будзув (Опольське воєводство)
Будзув (пол. Budzów, нім. Busow) — село в Польщі, у гміні Гожув-Шльонський Олеського повіту Опольського воєводства.
Населення — 165 осіб (2011).
У 1975-1998 роках село належало до Ченстоховського воєводства.

## Демографія
Демографічна структура станом на 31 березня 2011 року:
|          | Загалом | Допрацездатний вік | Працездатний вік | Постпрацездатний вік |
| -------- | ------- | ------------------ | ---------------- | -------------------- |
| Чоловіки | 84      | 15                 | 59               | 10                   |
| Жінки    | 81      | 16                 | 47               | 18                   |
| Разом    | 165     | 31                 | 106              | 28                   |